# Eärendil
Eärendil (qya. Miłośnik morza) – postać ze stworzonej przez J.R.R. Tolkiena mitologii Śródziemia. Jego historię znaleźć można w Silmarillionie, jest też do niej kilka odniesień we Władcy Pierścieni. Jego imię zostało zapożyczone przez Tolkiena z poematu Cynewulfa Crist.
Zwany jest również Żeglarzem, Płomieniem Westernesse, Gwiazdą Zachodu oraz Gil-Estelem.

## Życiorys
Był synem Tuora i Idril, półelfem, urodzonym przed upadkiem Gondolinu. Jego żoną była Elwinga. Miał synów  Elronda i Elrosa.
Eärendil urodził się w roku 504 Pierwszej Ery w Gondolinie. Jako dziecko osiadł w Arvernien, ośrodku morskim, gdzie Cirdan zaszczepił mu szczególną miłość do morza. Później Eärendil stał się władcą Arvenien.
Na swym okręcie Vingilot przemierzał wody Belegaeru w poszukiwaniu Amanu. Za każdym jednak razem błądził na obszarach Mórz Cienia. Gdy Arvenien zostało splądrowane i zniszczone przez synów Fëanora, Eärendil odbywał właśnie jeden ze swoich rejsów. Legenda mówi, że Elwinga, zamieniając się w ptaka, odnalazła małżonka i dała mu jeden z Silmarili. Ten właśnie klejnot miał otworzyć Eärendilowi drogę do Amanu.
Tam prosił Valarów, aby pozwolili mu odpłynąć z powrotem do Śródziemia, jednak nie było to możliwe. Zamiast tego Eärendil wraz ze swym statkiem został przeniesiony na niebo, gdzie blask Silmarila sprawiał, że był widzialny jako jedna z najjaśniejszych gwiazd. W Wielkiej Bitwie wsławił się, zabijając Ancalagona.

## Rola w mitologii Śródziemia
Gwiazdę Eärendila szczególnie upodobali sobie Eldarowie. Do jej blasku zostało porównane światło flakonika Galadrieli.
Pod koniec Trzeciej Ery znany był w Śródziemiu poemat Historia Eärendila (śpiewany m.in. przez Bilba Bagginsa w Rivendell).